# Atlético Yucatán
Der Club Deportivo Atlético Yucatán, auch bekannt unter dem Spitznamen Venados (span. für Hirsche), war ein Fußballverein aus Mérida, der Hauptstadt des mexikanischen Bundesstaates Yucatán.

## Geschichte
Der Verein gehörte zwischen 1988 und 2001 ununterbrochen zur zweiten mexikanischen Fußballliga, die bis 1994 als Segunda División und ab 1994 als Primera División 'A' in Erscheinung trat.
In beiden Ligen erreichten die Venados je einmal die Entscheidungsspiele um den Aufstieg in die Primera División, scheiterten jedoch in beiden Fällen.
Am Ende der Saison 1988/89 stand Atlético Yucatán im Aufstiegsfinale gegen Potros Neza. Nach einer 0:1-Auswärtsniederlage und einem 1:0-Heimsieg war ein drittes Spiel erforderlich, das die Venados mit 0:3 im Estadio Jalisco von Guadalajara verloren und somit zweitklassig blieben. Die Potros nahmen ihren Aufstieg anschließend aber nicht wahr, sondern verkauften ihre Lizenz an den CD Veracruz.
Zehn Jahre später standen die Venados erneut in den Aufstiegsfinals, wo sie sich diesmal mit dem ehemaligen Erstligisten Union de Curtidores auseinandersetzen mussten. Das Schicksal wiederholte sich auf tragische Weise: zunächst unterlag Atlético (diesmal deutlich mit 0:2 und 1:5) und anschließend nahm die aufstiegsberechtigte Mannschaft ihren Aufstieg nicht wahr, sondern veräußerte ihre Lizenz. Nutznießer war diesmal der Puebla FC.
Weil die Venados mit zunehmenden finanziellen Problemen zu kämpfen hatten, veräußerten sie am Ende der Saison 2000/01 schließlich ihre Zweitligalizenz. Zwar holten sie sich die Lizenz für die Saison 2002/03 noch einmal zurück, mussten dann aber endgültig aufgeben. Diese für die einheimischen Fußballfans unbefriedigende Situation rief die Brüder Arturo und Mauricio Millet Reyes auf den Plan. Um weiterhin Zweitligafußball sehen zu können, holten sie die Mannschaft von Nacional Tijuana nach Mérida und formten daraus den Venados del Mérida Fútbol Club als legitimen Nachfolger der verschwundenen Venados de Yucatán.

## Bekannte Spieler
- Dirceu (1995)
- Sergio Pacheco (1997–1999)
- Lorenzo Sáez (2000)
- Uwe Wolf (1997–1998)